# Azem (Cameroun)
Pour les articles homonymes, voir Azem.
Azem est un village du Cameroun situé dans l’arrondissement d’Andek-Ngie, dans le département de Momo et dans la Région du Nord-Ouest.

## Population
Lors du recensement de 2005, on a dénombré 1 408 habitants à Azem, dont 694 hommes et 714 femmes.
On y parle entre autres le ngie, une langue bantoïde des Grassfields.